# Constantin Brun (diplomat)
 Der er flere personer med dette navn, se Constantin Brun (flertydig).
Constantin Brun (født 5. oktober 1860 i København, død 23. december 1945 i Washington D.C., USA) var en dansk gesandt og kammerherre.
Constantin Brun blev født den 5. oktober 1860 i København som søn af C.A.A.F.J. Brun (f. den 7. juni 1824 på Krogerup, Humlebæk) og Ella Amalie Brun, f. Bluhme (f. 18. maj 1838 i Store Heddinge). Han blev student fra Herlufsholm 1878, cand.jur. 1883; fik et par år efter ansættelse i Udenrigsministeriet og blev legationssekretær i Berlin 1887, i Paris 1891. Han udnævntes 1895 til gesandt i Washington D.C., 1897 blev han udpeget til kammerherre og forflyttedes 1908 til London, hvorfra han 1912 atter vendte tilbage til Washington. Han deltog 1907 i den 2. fredskonference i Haag som første delegeret for Danmark.
Han var Storkorsridder af Dannebrogordenen.